# Gahaniella saissetiae
Gahaniella saissetiae är en stekelart som beskrevs av Timberlake 1926. Gahaniella saissetiae ingår i släktet Gahaniella och familjen sköldlussteklar.
Artens utbredningsområde är:
- Kuba.
- Peru.
- Uruguay.
- Venezuela.

Inga underarter finns listade i Catalogue of Life.